# Негрень (Вилча)
Негрень, Негрені (рум. Negreni) — село у повіті Вилча в Румунії. Входить до складу комуни Міхеєшть.
Село розташоване на відстані 160 км на північний захід від Бухареста, 13 км на південний захід від Римніку-Вилчі, 85 км на північний схід від Крайови, 127 км на південний захід від Брашова.

## Населення
За даними перепису населення 2002 року у селі проживали 372 особи, усі — румуни. Усі жителі села рідною мовою назвали румунську.